# Joan Pavelich
Joan Pavelich (* 28. Mai 1953) ist eine ehemalige kanadische Diskuswerferin und Kugelstoßerin.
1970 wurde sie bei den British Commonwealth Games in Edinburgh Fünfte im Diskuswurf und Siebte im Kugelstoßen. Im Jahr darauf wurde sie bei den Panamerikanischen Spielen 1971 in Cali Vierte im Diskuswurf und Siebte im Kugelstoßen. 1973 gewann sie bei den Pacific Conference Games Silber im Diskuswurf.
1969 sowie 1972 wurde sie Kanadische Meisterin im Kugelstoßen und 1974 US-Meisterin im Diskuswurf mit ihrer persönlichen Bestweite von 53,02 m. Ihre persönliche Bestweite im Kugelstoßen von 14,60 m stellte sie am 3. Juli 1971 in Berkeley auf.